# Sue Peabody
Pour les articles homonymes, voir Peabody.
Sue Peabody est une historienne et universitaire américaine née en 1960 à Omak, dans l'État de Washington. Elle est spécialiste de l'esclavage dans l'Empire colonial français, notamment à l'île Bourbon.
En 2019, elle publie l'ouvrage Les enfants de Madeleine : Famille, liberté, secrets et mensonges dans les colonies françaises de l'Océan Indien autour du cas de l'esclave Furcy pour faire reconnaître sa liberté,,.
En 2020, en réaction à la polémique suscitée par la proposition de Jean-Marc Ayrault de renommer la salle Jean-Baptiste-Colbert de l'Assemblée nationale, Sue Peabody fait paraitre une tribune dans Le Monde, dans laquelle elle revient sur le Code noir.

## Ouvrages en français
- Pierre H. Boulle et Sue Peabody, Le droit des Noirs en France au temps de l'esclavage : Textes choisis et commentés, L'Harmattan, 2014, 291 p. (ISBN 978-2-343-04823-9)
- Les enfants de Madeleine : Famille, liberté, secrets et mensonges dans les colonies françaises de l'Océan Indien [« Madeleine's Children: Family, Freedom, Secrets and Lies in France's Indian Ocean Colonies »]  (trad. de l'anglais par Pierre H. Boulle), Karthala, 2019, 362 p. (ISBN 9782811126797)